# Saint-Denis-des-Monts
Saint-Denis-des-Monts è un comune francese di 213 abitanti situato nel dipartimento dell'Eure nella regione della Normandia.

## Società

### Evoluzione demografica
Abitanti censiti